# Joe Cole (skuespiller)
Joseph Michael Cole (født 28. november 1988) er en engelsk skuespiller, som blandt andet er kendt for sin rolle som Luke i Skins og som John Shelby i Peaky Blinders.

## Filmografi
- A Prayer Before Dawn (2017)
- Green Room (2015)
- Øjnenes hemmelighed (2015)